# دردة (فيروزكوه)
دردة (بالفارسية: درده) هي قرية تقع في Poshtkuh Rural District في إيران. يقدر عدد سكانها بـ 245 نسمة بحسب إحصاء 2016.